# Noh Jin-kyu
Noh Jin-kyu, né le 20 juillet 1992 et mort le 3 avril 2016, est un patineur de vitesse sur piste courte sud-coréen. 

## Carrière
En 2010, il est champion du monde juniors toutes épreuves. En 2011, sa première année chez les seniors, il remporte quatre titres aux Championnats du monde dont celui du classement général. En 2012 et 2013, il gagne le classement général de la Coupe du monde. Détenteur du record du monde du 1 500 m, il devait participer aux Jeux olympiques de Sotchi en 2014 mais une blessure au coude puis une tumeur à l'épaule décelée après examen approfondi l'ont forcé à déclarer forfait. Il décède de ce cancer à 23 ans, le 3 avril 2016.

## Palmarès

### Championnats du monde
| Épreuve / Édition | Sheffield 2011 | Shanghai 2012 |
| 1 000 m           | Or             | Argent        |
| 1 500 m           | Or             | Or            |
| 3 000 m           | Or             | Argent        |
| Relais 5 000 m    |                | Bronze        |
| Général           | Or             | Argent        |